# 국제김정일상
국제김정일상(國際金正日賞)은 조선민주주의인민공화국의 상으로, 국제김정일상 재단이사회에서 수여하며 2012년 12월 24일 김정일 국방위원장의 조선인민군 최고사령관 추대 21돌을 기하여 창설되었다. 김정일 훈장과 같이 김정일 국방위원장의 이름을 딴 상이다. 수여 자격은 조선민주주의인민공화국 사람 외에도 외국의 인사들에게도 수여된다.
수상자에게는 상장 증서와 금메달이 수여된다. 역대 수여받은 시인, 작가 등에게는 김정일상 계관 시인, 작가 등의 호칭이 붙으며 일반인은 김정일상 계관자라고 부른다.

## 역대 수상자
초대 수상자 2013년 8월 오비앙 대통령 / 적도기니

## 같이 보기
- 김정일 훈장
- 노력영웅